# 拉伊莫·瓦尔蒂亚
拉伊莫·韦科·瓦尔蒂亚（芬蘭語：Raimo Veikko Vartia，1937年1月15日—2018年12月18日），芬兰篮球运动员。他曾参加1964年夏季奥运会的男篮比赛。
此外，瓦尔蒂亚代表芬兰国家队三次参加欧锦赛（1959、1961、1963）。
2018年12月18日，瓦尔蒂亚逝世，享年81岁。